# Cargar la Suerte
Cagar por Suerte é o décimo quinto álbum de estúdio do músico argentino Andrés Calamaro, lançado em 2 de novembro de 2018, pela Universal Music Spain. Foi produzido por Gustavo Borner e conta com colaborações de Germán Wiedemayer e Daniel Melingo.
No Grammy Latino de 2019, o álbum foi indicado para Álbum do Ano e ganhou como Melhor Álbum Pop/Rock, enquanto a música "Verdades Afiladas" foi indicada para Gravação do Ano e ganhou Melhor Canção Rock. Além disso, no 21º Prêmio Gardel o álbum foi indicado para Álbum do Ano e ganhou o prêmio de Melhor Álbum de Rock Masculino, enquanto "Verdades Afiladas" foi indicado para Canção do Ano.

## Faixas
| Cargar la Suerte track listing |                           |         |  |
| N.º                            | Título                    | Duração |  |
| 1.                             | "Verdades Afiladas"       | 3:46    |  |
| 2.                             | "Transito Lento"          | 3:14    |  |
| 3.                             | "Cuarteles de Invierno"   | 3:32    |  |
| 4.                             | "Diego Armando Canciones" | 3:33    |  |
| 5.                             | "La Rimas"                | 3:28    |  |
| 6.                             | "Siete Vidas"             | 3:18    |  |
| 7.                             | "Mi Ranchera"             | 3:24    |  |
| 8.                             | "Falso LV"                | 2:56    |  |
| 9.                             | "My Mafia"                | 3:37    |  |
| 10.                            | "Adan Rechaza"            | 2:47    |  |
| 11.                            | "Egoistas"                | 3:23    |  |
| 12.                            | "Voy a Volver"            | 5:50    |  |
| Duração total:                 | Duração total:            | 42:54   |  |